# ホース・ガーズ・パレード
ホース・ガーズ・パレード（Horse Guards Parade）はロンドンのホース・ガーズにある施設。観兵式などイギリス王室の主要儀式が行われる。

## スポーツイベント

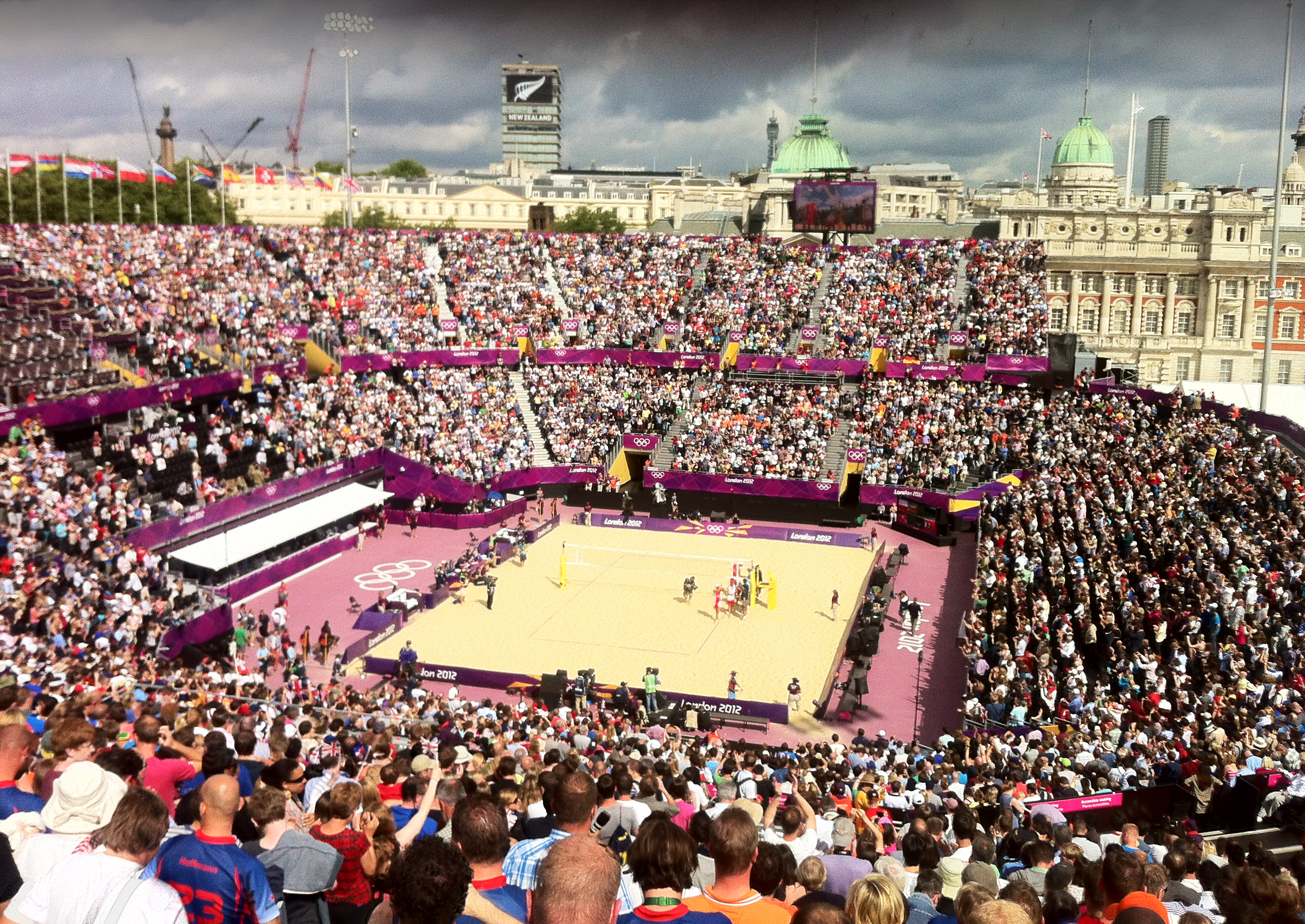
ロンドン五輪の様子

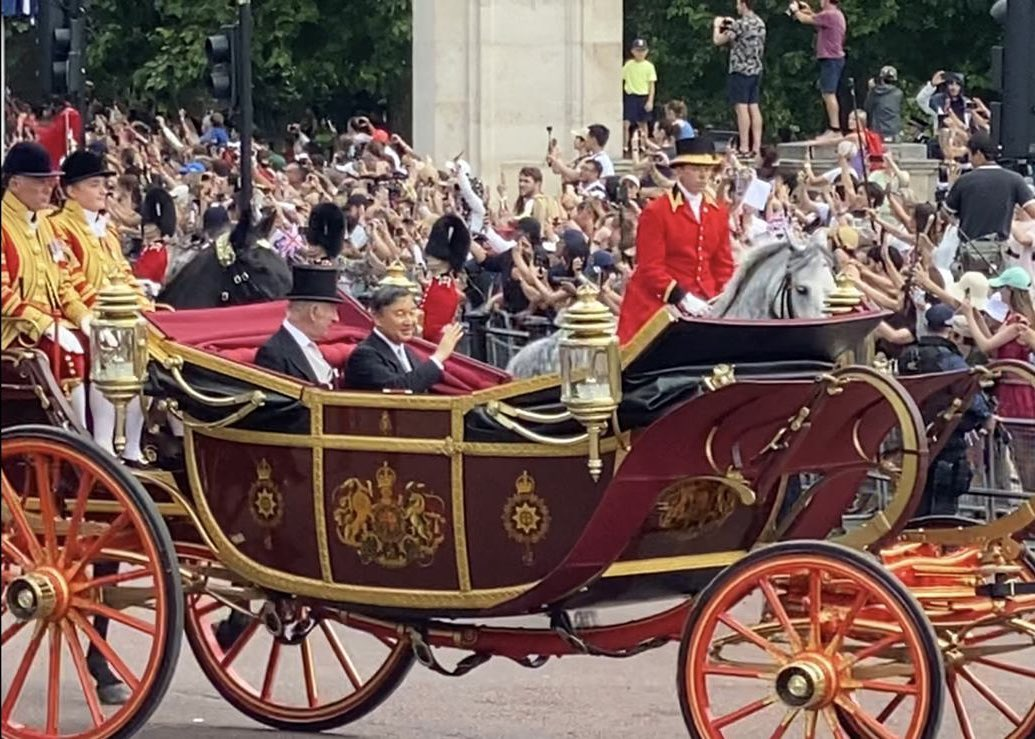
2024年6月25日、天皇陛下は、ホース・ガーズ・パレードでの歓迎式典に御出席されました。

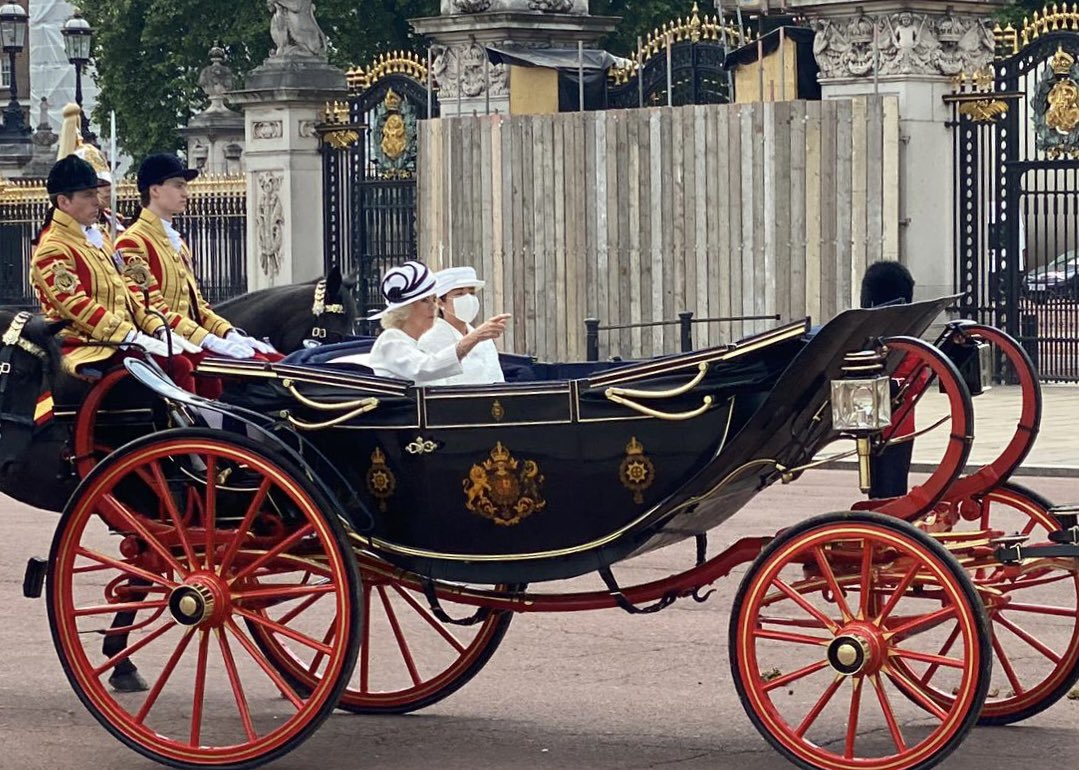
2024年6月25日、皇后陛下は、ホース・ガーズ・パレードでの歓迎式典に御出席されました。

2012年には、ロンドン五輪のビーチバレー競技会場として使用された。アリーナと観覧席は、6月16日の「トゥルーピング・ザ・カラー」の式典終了後に建設が開始されたという。砂は、英南東部サリーのゴッドストーン採石場から約5,000トンがトラックで運ばれた。センターコート（約15,000人収容）と、隣接する第1コート（歴史的建造物に囲まれた観客席120人の補助施設）が設置された。
また、2009年には、ロンドンポロ選手権が開催された。